# Siaka Stevens
Siaka Probyn Stevens (Moyamba, Sierra Leona, 24 de agosto de 1905-Freetown, 29 de mayo de 1988) fue el presidente de Sierra Leona entre 1971 y 1985. 
Fue elegido presidente en las elecciones presidenciales de 1967 gracias al Partido Popular de Sierra Leona, pero un golpe de Estado le impidió asumir el poder. Un año más tarde, retomó el poder, ejerciéndolo de forma dictatorial. Durante su gobierno fueron perseguidos y asesinados opositores políticos, al igual que la economía decayó. En un rasgo positivo, la polarización étnica fue reducida por la incorporación de distintos grupos étnicos en los puestos de gobierno.
Por la presión política fue obligado a entregar el poder a Joseph Momoh, candidato elegido en las elecciones de 1985.

## Primeros años

### Primeros años
Nació en Moyamba, Sierra Leona el 24 de agosto de 1905. De padre Limba y de madre Mendé. A sus primeros años, se trasladó a Freetown donde terminó el bachillerato en la academia Albert. Posteriormente, se unió a las fuerzas policiales de Freetown. Entre 1923 y 1930 alcanzó el rango de Sargento e instructor de Mosquetes.
Desde 1931 hasta 1946 trabajó en la construcción del ferrocarril en la compañía de desarrollo de Sierra Leona (DELCO) que uniría el puerto de Pepel con las minas de hierro en Marampa. En 1947 estudia relaciones laborales en la universidad de College Ruskin.

### Carrera política
En 1951, Stevens fue cofundador del Partido Popular de Sierra Leona (SLPP) y fue elegido para el Consejo legislativo. Un año más tarde, fue nombrado primer ministro de minas y tierras, y mano de obra de Sierra Leona. En 1957, fue elegido a la cámara de representantes como diputado por la circunscripción de Port Loko , pero perdió su escaño como resultado de una petición del elecctorado.
Después de los desacuerdos con los dirigentes SLPP, Stevens rompió los lazos con el partido y fundó el Partido Nacional Popular (PNP), de la cual fue el primer líder y Secretario General para luego ser electo diputado.
Después de explotar con éxito el desencanto de los grupos étnicos septentrionales y orientales con el SLPP, junto con la creación de una alianza con el Movimiento de independencia progresiva de Sierra Leona (SLPIM), la APC se convirtió en el principal partido de oposición en las siguientes elecciones celebradas en 1962. Más tarde, Stevens fue elegido alcalde de Freetown.

### Elecciones Presidenciales de 1967
En las elecciones presidenciales celebradas el 17 de mayo de 1967, la APC ganó por un margen muy estrecho de votos y Stevens fue nombrado primer ministro, pero fue arrestado pocas horas después por los militares en un golpe de Estado que lo obligó a huir del país.
Tras un breve período de gobierno militar, Stevens reasumió el cargo de primer ministro el 26 de abril de 1968. En abril de 1971, se introdujo una constitución republicana. Fue ratificado por la cámara de representantes el 20 de abril. Un día después, Stevens se convirtió en el primer Presidente del país, con poderes amplios del Ejecutivo y legislativo.

## Presidencia de Stevens
En 1973, se celebraron las primeras elecciones de presidente bajo una nueva Constitución. Las urnas se vieron empañadas por la violencia y fueron boicoteadas por el SLPP, que se hizo elegir de forma fraudulenta. En marzo de 1976, Stevens fue reelegido Presidente sin oposición. El Vicepresidente de Stevens desde 1971 hasta dejar el cargo en 1985 fue Ibrahim Koroma.
A lo largo de la década de 1970 creció la fuerza que tenía el partido de Stevens en el gobierno. En 1978 se convocaron elecciones para un referéndum aprobado con el 97% de los votos de forma fraudulenta, aprobándose el partido único. Tras las elecciones,  todos los miembros de la oposición de la cámara de representantes fueron obligados a unirse a Stevens o perder sus escaños. Dos años después de ser reelegido para un mandato de cinco años, Stevens juró por un plazo suplementario de siete años.
Durante el transcurso de este gobierno múltiples colaboradores del propio Siaka Stevens fueron asesinados, al igual que dirigentes de los distintos grupos opositores. Asimismo  se detectó una gran  corrupción por parte de los administradores de la economía. Stevens y sus más cercanos colaboradores saquearon los recursos estatales, al punto que el estado fue incapaz de suministrar los servicios básicos. El sistema de educación fue casi inexistente. La pobreza fue especialmente pronunciada en las zonas rurales, que fueron en gran medida aisladas desde Freetown.

## Renuncia
Después de la gran medida de presiones por parte de los opositores que exigían la renuncia de Stevens, este realizó elecciones presidenciales en las que el líder opositor Joseph Momoh fue elegido presidente. Siaka Stevens entregó el poder el 28 de noviembre de 1985. 
Murió en Freetown el 29 de mayo de 1988.
- Datos: Q515657
- Multimedia: Siaka Stevens / Q515657